# Ilex chartacifolia
Ilex chartacifolia är en järneksväxtart som beskrevs av Cheng Yih Wu och Y.R. Li. Ilex chartacifolia ingår i släktet järnekar, och familjen järneksväxter. Utöver nominatformen finns också underarten I. c. glabra.